# Ar-Ram
Ar-Ram/Ar-Ramah, officieel Ar Ram & Dahiyat al Bareed (Arabisch: الرامّ ) is een Palestijnse stad op de Westelijke Jordaanoever, gelegen in het gouvernement Jeruzalem.
Het ligt 8,1 km ten noorden van de Jeruzalem, en grenst in het oosten aan Jabal al Mukabbir, in het noorden aan Kafr 'Aqab en Qalandiya (vluchtelingenkamp), in het westen aan Bir Nabala en in het zuiden aan Beit Hanina. 
De meeste van deze Palestijnse dorpen en stadjes van de Palestijnse Autoriteit zijn kort na Zesdaagse Oorlog van 1967 door de Israëlische regering tegelijk met Oost-Jeruzalem wederrechtelijk geannexeerd en onder bestuur van Israëlische gemeente Jeruzalem gebracht. 
Door Israël is een groot deel van de landerijen en grondgebied van Ar-Ram geconfisqueerd voor diverse Israëlische doelen als de bouw van Israëlische nederzettingen en industrie, militaire bases, Israëlische snelwegen (zogenoemde 'bypass-roads'), militaire controleposten (checkpoints) en bufferzones.
De confiscaties en annexatie van door Israël bezet Palestijns gebied zijn door diverse Resoluties van de Verenigde Naties en de Veiligheidsraad veroordeeld, zoals onder meer Resolutie 478 Veiligheidsraad Verenigde Naties. 